# Branhiopode
Branhiopodele (Branchiopoda; sau Filopode, Phyllopoda) este o clasă de crustacee. Aceasta cuprinde următoarele ordine: Anostraca, Lipostraca, Notostraca, Conchostraca (mai nou Laevicaudata, Spinicaudata și Cyclestherida) și Cladocera. Filopodele sunt animale mici, cea mai mare parte iubitoare de apă dulce care se hrănesc cu plancton și detritus, cu excepția Cladocera, multe dintre care sunt specii marine.

## Legături externe
- „Branhiopode” la DEX online
- An Updated Classification of the Recent Crustacea Arhivat în 12 mai 2013, la Wayback Machine.